# Legacy of the Catacombs
Legacy of the Catacombs är ett samlingsalbum av technical death metal-bandet Nile. Albumet släpptes 10 juli 2007 av skivbolaget Relapse Records och kallades "en samling av band- och fan-favoriter, samt en bonus DVD som innehåller alla deras studio-videor".

## Låtlista
Disc 1 (CD)
1. "Cast Down the Heretic" – 5:45
2. "Sacrifice unto Sebek" – 3:03
3. "Lashed to the Slave Stick" – 4:18
4. "Execration Text" – 2:47
5. "Sarcophagus" – 5:10
6. "Unas, Slayer of the Gods" – 11:43
7. "Masturbating the War God" – 5:41
8. "Chapter for Transforming into a Snake" – 2:26
9. "Black Seeds of Vengeance" – 3:36
10. "The Howling of the Jinn" – 2:21
11. "Barra Edinazzu" – 2:47
12. "Smashing the Antiu" – 2:18

Total speltid: 51:55
- Spår 1–3 från Annihilation of the Wicked
- Spår 4–6 från In Their Darkened Shrines
- Spår 7–9 från Black Seeds of Vengeance
- Spår 10–12 från Amongst the Catacombs of Nephren-Ka

Disc 2 (DVD)
1. "Execration Text" (video) – 2:47
2. "Sarcophagus" (video) – 4:32
3. "Sacrifice unto Sebek" (video) – 2:56

Total speltid: 10:15

## Medverkande
Musiker (Nile-medlemmar)
- Karl Sanders – gitarr, basgitarr (spår 4–6), sång, keyboard (spår 1–3), bağlama saz (spår 1–3)
- Dallas Toler-Wade – gitarr, sång (spår 1–9), basgitarr (spår 4–6)
- Jon Vesano – basgitarr, sång (spår 1–3)
- George Kollias – trummor, percussion (spår 1–3)
- Tony Laureano – trummor, percussion, sång (spår 4–6)
- Chief Spires – basgitarr, sång (spår 7–12)
- Pete Hammoura – trummor, sång (spår 7–12)

Bidragande musiker
- Jon Vesano – sång (spår 4–6)
- Derek Roddy – trummor (spår 7–9)

Produktion
- Scott Hull – remastering
- Orion Landau – omslagsdesign, omslagskonst
- Wes Benscoter – omslagskonst
- Adam Peterson – omslagskonst
- Don Poe – redigering
- Darren Doane – filmregissör
- Chad Rullman – filmregissör